# Sela pri Ajdovcu
Sela pri Ajdovcu je naselje u slovenskoj Općini Žužemberku. Sela pri Ajdovcu se nalazi u pokrajini Dolenjskoj i statističkoj regiji Jugoistočnoj Sloveniji. 

## Stanovništvo
Prema popisu stanovništva iz 2002. godine naselje je imalo 12 stanovnika.